# Stefano Pescosolido
Stefano Pescosolido, né le 13 juin 1971 à Sora, est un joueur de tennis italien.
Il a évolué sur le circuit professionnel de 1989 à 2005. Durant sa carrière, il a remporté deux titres en simple sur le circuit ATP et un en double. Il a atteint la 42e place au classement ATP le 2 mars 1992, ce qui reste son meilleur classement.

## Palmarès

### Titres en simple messieurs
| No | Date       | Nom et lieu du tournoi          | Catégorie    | Dotation  | Surface    | Finaliste     | Score         |  |
| -- | ---------- | ------------------------------- | ------------ | --------- | ---------- | ------------- | ------------- |  |
| 1  | 24-02-1992 | Purex Championships, Scottsdale | World Series | 235 000 $ | Dur (ext.) | Brad Gilbert  | 6-0, 1-6, 6-4 |  |
| 2  | 11-10-1993 | Riklis Israel Open, Tel Aviv    | World Series | 175 000 $ | Dur (ext.) | Amos Mansdorf | 7-6, 7-5      |  |

### Titre en double messieurs
| No | Date       | Nom et lieu du tournoi   | Catégorie   | Dotation  | Surface    | Partenaire        | Finalistes                     | Score         |  |
| -- | ---------- | ------------------------ | ----------- | --------- | ---------- | ----------------- | ------------------------------ | ------------- |  |
| 1  | 14-09-1998 | President’s Cup Tachkent | Int' Series | 380 000 $ | Dur (ext.) | Laurence Tieleman | Kenneth Carlsen Sjeng Schalken | 7-5, 4-6, 7-5 |  |

### Finales en double messieurs
| No | Date       | Nom et lieu du tournoi                | Catégorie    | Dotation  | Surface    | Vainqueurs                     | Partenaire       | Score         |  |
| -- | ---------- | ------------------------------------- | ------------ | --------- | ---------- | ------------------------------ | ---------------- | ------------- |  |
| 1  | 27-01-1997 | Shanghai Open Shanghai                | World Series | 303 000 $ | Dur (ext.) | Max Mirnyi Kevin Ullyett       | Tomas Nydahl     | 7-6, 6-7, 7-5 |  |
| 2  | 13-04-1998 | Japan Open Tennis Championships Tokyo | Series Gold  | 755 000 $ | Dur (ext.) | Sébastien Lareau Daniel Nestor | Olivier Delaitre | 6-3, 6-4      |  |

## Parcours dans les tournois duGrand Chelem

### En simple
| Année | Open d'Australie | Open d'Australie | Internationaux de France | Internationaux de France | Wimbledon       | Wimbledon     | US Open         | US Open        |
| ----- | ---------------- | ---------------- | ------------------------ | ------------------------ | --------------- | ------------- | --------------- | -------------- |
| 1990  | 2e tour (1/32)   | P. Chamberlin    | —                        | —                        | —               | —             | —               | —              |
| 1991  | —                | —                | —                        | —                        | 1er tour (1/64) | A. Krickstein | 2e tour (1/32)  | G. Markus      |
| 1992  | 2e tour (1/32)   | W. Masur         | 1er tour (1/64)          | D. Pérez                 | 1er tour (1/64) | M. Stich      | 2e tour (1/32)  | J. Siemerink   |
| 1993  | —                | —                | 3e tour (1/16)           | K. Nováček               | —               | —             | —               | —              |
| 1994  | 2e tour (1/32)   | J. Svensson      | 2e tour (1/32)           | J. Courier               | 1er tour (1/64) | G. Connell    | 1er tour (1/64) | J. Apell       |
| 1995  | 3e tour (1/16)   | A. Medvedev      | —                        | —                        | —               | —             | 2e tour (1/32)  | M. Chang       |
| 1996  | 1er tour (1/64)  | B. Ulihrach      | 1er tour (1/64)          | P. Korda                 | 2e tour (1/32)  | A. Rădulescu  | 1er tour (1/64) | J. Stoltenberg |
| 1997  | —                | —                | —                        | —                        | —               | —             | —               | —              |
| 1998  | —                | —                | —                        | —                        | 2e tour (1/32)  | J. Björkman   | —               | —              |
| 1999  | —                | —                | —                        | —                        | —               | —             | —               | —              |
| 2000  | —                | —                | —                        | —                        | —               | —             | —               | —              |
| 2001  | —                | —                | —                        | —                        | —               | —             | —               | —              |
| 2002  | —                | —                | —                        | —                        | —               | —             | —               | —              |
| 2003  | —                | —                | —                        | —                        | —               | —             | —               | —              |
| 2004  | —                | —                | —                        | —                        | 2e tour (1/32)  | T. Dent       | —               | —              |

N.B. : à droite du résultat se trouve le nom de l'ultime adversaire.

### En double
| Année | Open d'Australie           | Open d'Australie        | Internationaux de France | Internationaux de France | Wimbledon                    | Wimbledon           | US Open                       | US Open            |
| ----- | -------------------------- | ----------------------- | ------------------------ | ------------------------ | ---------------------------- | ------------------- | ----------------------------- | ------------------ |
| 1991  | —                          | —                       | —                        | —                        | 1er tour (1/32) M. Boscatto  | J. Brown B. Garnett | —                             | —                  |
| 1992  | 1er tour (1/32) D. Nargiso | G. Connell G. Michibata | —                        | —                        | —                            | —                   | —                             | —                  |
| 1993  | —                          | —                       | —                        | —                        | —                            | —                   | —                             | —                  |
| 1994  | —                          | —                       | —                        | —                        | —                            | —                   | —                             | —                  |
| 1995  | —                          | —                       | —                        | —                        | —                            | —                   | —                             | —                  |
| 1996  | —                          | —                       | 2e tour (1/16) J. Arrese | L. Pimek B. Talbot       | —                            | —                   | 1er tour (1/32) V. Santopadre | S. Cannon R. Smith |
| 1997  | —                          | —                       | —                        | —                        | —                            | —                   | —                             | —                  |
| 1998  | —                          | —                       | —                        | —                        | —                            | —                   | —                             | —                  |
| 1999  | —                          | —                       | —                        | —                        | 2e tour (1/16) M. Navarra    | W. Black S. Stolle  | —                             | —                  |
| 2000  | —                          | —                       | —                        | —                        | 2e tour (1/16) V. Santopadre | S. Lareau D. Nestor | —                             | —                  |

N.B. : le nom du ou de la partenaire se trouve sous le résultat ; le nom des ultimes adversaires se trouve à droite.